# Manzanillo (gmina)
Manzanillo – gmina w zachodniej części meksykańskiego stanu Colima. Według spisu ludności z roku 2010, gminę zamieszkuje 161 420 mieszkańców. Gęstość zaludnienia wynosi 102 osoby na kilometr kwadratowy. Stolicą jest miasto o tej samej nazwie - Manzanillo.
Gmina Manzanillo graniczy z Minatitlán, Coquimatlán i Armería od wschodu.
Największym miastem gminy jest Manzanillo, które zamieszkuje 137 842 osób. Do gminy przynależy również archipelag Revillagigedo na który składają się cztery wyspy - Socorro, San Benedicto, Clarión, Roca Partida.